# سلطان ترغكانو
سلطان ترغكانو هو لقب الرئيس الدستوري لولاية ترغكانو في ماليزيا. السلطان الحالي هو ميزان زين العابدين وهو السلطان الثامن عشر وهو أيضًا يانغ دي بيرتوان أغونغ الثالث عشر لماليزيا من عام 2006 إلى عام 2011. ويعتبر السلطان الزعيم الإسلامي في الدولة ومصدر كل الألقاب والأوسمة والشرف في الدولة.

## التاريخ
برزت ترغكانو كسلطنة مستقلة في عام 1725، وكان السلطان الأول هو زين العابدين الأول، الأخ الأصغر لسلطان جوهر السابق، وقد أثرت سلطنة جوهر بشدة على سياسة ترغكانو خلال القرن الثامن عشر. في كتاب تحفة النفيس، ذكر المؤلف راجا علي حاج، أنه في عام 1708، تم تنصيب زين العابدين الأول كسلطان لترغكانو من قبل داينج مينامبوك - المعروف أيضًا باسم راجا توا - تحت حكم سلطان جوهر سليمان بدر العالم شاه.
في القرن التاسع عشر، أصبحت ترغكانو ولاية تابعة لمملكة راتاناكوسين التايلاندية، وأرسلت جزية كل عام تسمى بونغا ماس. حدث هذا في عهد السلطان عمر شاه، الذي كان يُذكر بأنه حاكم متدين شجع التجارة والحكومة المستقرة. في ظل الحكم التايلاندي، ازدهرت ترغكانو وتركتها السلطات في بانكوك بمفردها إلى حد كبير.
خلف السلطان زين العابدين الثالث والده السلطان أحمد الثاني في عام 1881، وأصبح ترغكانو تحت حكمه محمية بريطانية بموجب المعاهدة الأنجلو سيامية لعام 1909. في عام 1911، أصدر السلطان أول دستور لترغكانو. وفي عام 1919 عٌيِّن مستشار بريطاني للسلطان محمد شاه الثاني نجل السلطان السابق. تٌوج السلطان سليمان بدر العالم شاه في عام 1920، وشهد عهده نمو القومية الملاوية في ترغكانو. وأدى تزايد المشاعر المعادية لبريطانيا في ترغكانو إلى انتفاضات في أعوام 1922 و1925 و1928 قادها الحاج عبد الرحمن ليمبونغ. توفي السلطان سليمان بدر العالم شاه في 25 سبتمبر 1942 بتسمم في الدم. أعلنت الإدارة العسكرية اليابانية، التي احتلت مالايا في ذلك الوقت، أن ابنه هو السلطان الخامس عشر لترغكانو الذي يحمل لقب السلطان علي شاه. وفي عام 1943، تولت الحكومة التايلاندية بقيادة رئيس الوزراء المشير بلايك بيبولسونغرام إدارة ترغكانو من اليابانيين واستمرت في الاعتراف بالسلطان علي شاه.
عندما عاد البريطانيون بعد نهاية الحرب العالمية الثانية، رفضوا الاعتراف بالسلطان علي شاه. أرادت الإدارة العسكرية البريطانية إقالته لرفضه التوقيع على اتفاقية اتحاد الملايو.
في عام 1945، أعلن مجلس ولاية ترغكانو المؤلف من ثلاثة عشر عضوًا إقالة السلطان علي وتعيين تونكو إسماعيل باعتباره السلطان السادس عشر لترغكانو. أصبح تونكو إسماعيل معروفًا باسم السلطان إسماعيل ناصر الدين شاه وتوج في 6 يونيو 1949 في إستانا مازيه، في كوالا تيرينغانو. استمر السلطان علي في معارضة إقالته حتى وفاته في 17 مايو 1996.
خلفه السلطان محمود المكتفي بالله شاه عام 1979 وحكم ترغكانو حتى عام 1989 ثم توج ابنه السلطان زين العابدين عام 1998.

## قائمة السلاطين
1. 1725-1733: زين العابدين الأول
2. 1733 - 1793: منصور شاه الأول
3. 1793-1808: زين العابدين الثاني
4. 1808-1830: أحمد شاه الأول
5. 1830-1831: عبد الرحمن

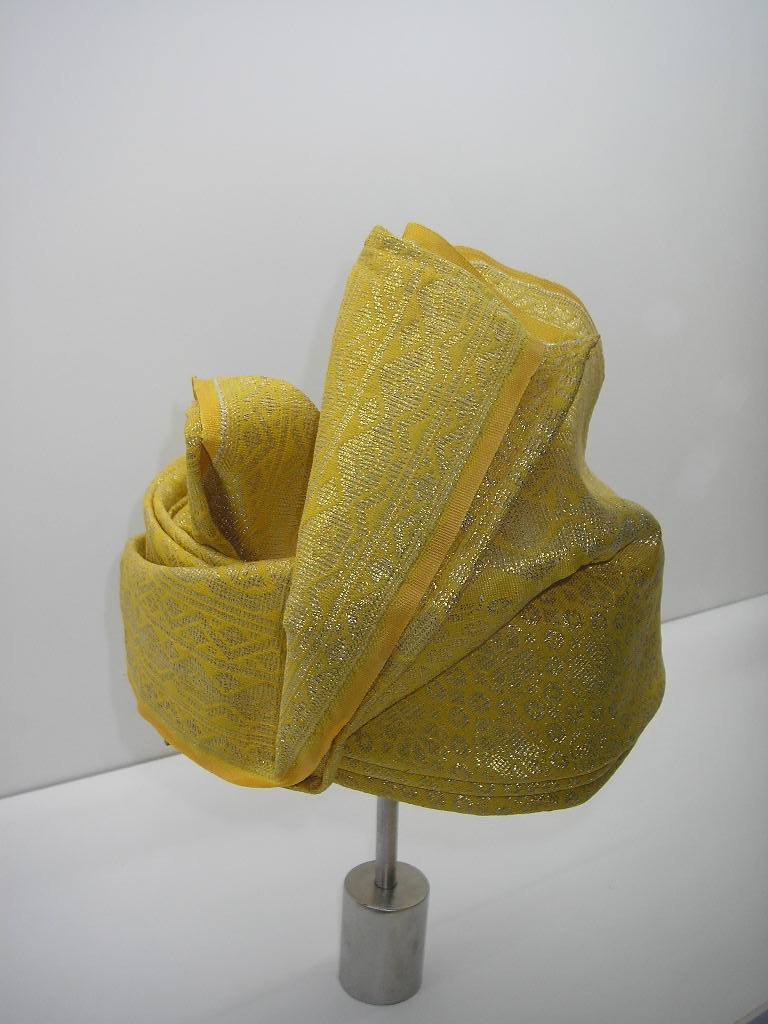
غطاء رأس سلطان ترغكانو. تٌطوى على ثلاث طبقات مع اتجاه محورها إلى جهة اليمين، مما يدل على أن مرتديها ملكي.

6. 1831 (بالاشتراك): تونكو داود وعمر رياض شاه ومنصور شاه الثاني
7. 1831-1837: منصور شاه الثاني
8. 1837-1839: محمد شاه الأول
9. 1839-1876: عمر رياض شاه
10. 1876-1877: محمود مصطفى شاه
11. 1876-1881: أحمد شاه الثاني
12. 1881-1918: زين العابدين الثالث
13. 1918-1920: محمد شاه الثاني
14. 1920-1942: سليمان بدر العالم شاه
15. 1942-1945: علي شاه
16. 1945-1979: اسماعيل ناصر الدين شاه
17. 1979-1998: محمود المكتفي بالله شاه
18. 1998 حتى الآن: ميزان زين العابدين

## معرض الصور

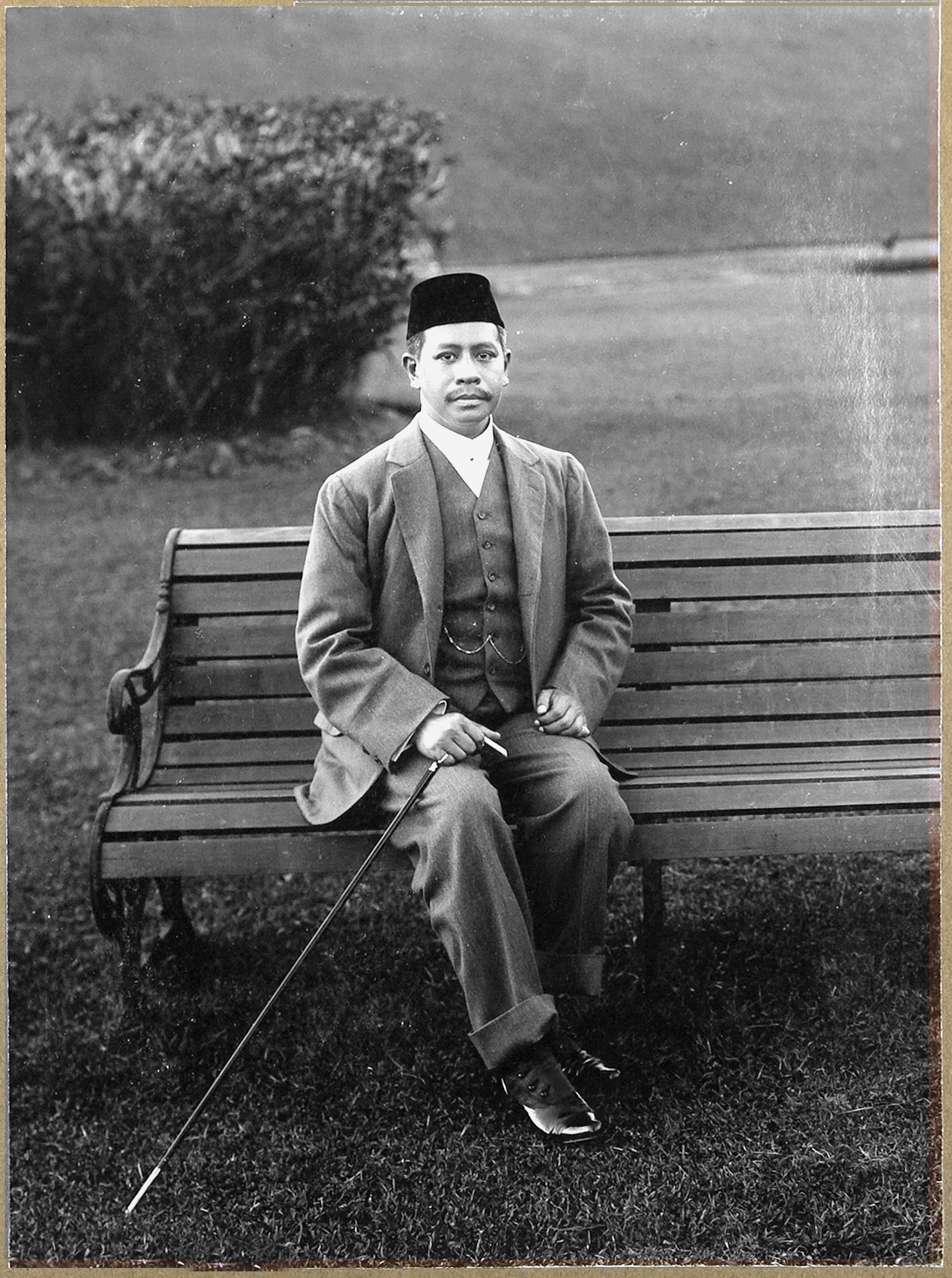
السلطان زين العابدين الثالث (1881-1918)
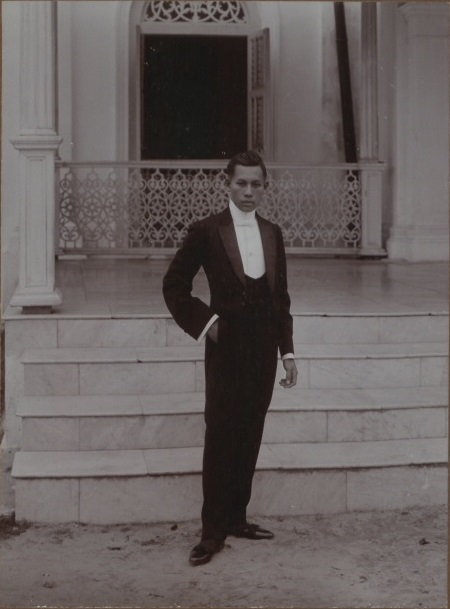
السلطان محمد شاه الثاني (1918-1920)
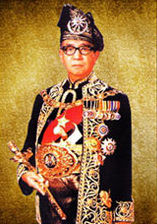
إسماعيل ناصر الدين (1965-1970)، السلطان السادس عشر
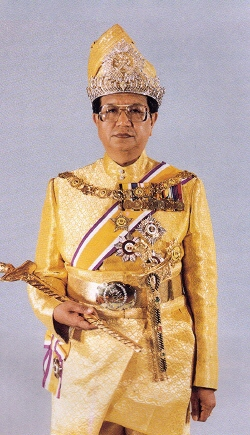
السلطان محمود المكتفي بالله شاه (1979-1998)، السلطان السابع عشر والسلطان السابق للسلطان الحالي